# Albert Luthuli (gmina)
Albert Luthuli – gmina w Republice Południowej Afryki, w prowincji Mpumalanga, w dystrykcie Gert Sibande. Siedzibą administracyjną gminy jest Carolina.